# Kurt Stettler
Kurt Stettler (ur. 21 sierpnia 1932, zm. 8 grudnia 2020 w Zurychu) – piłkarz szwajcarski grający na pozycji bramkarza. W swojej karierze rozegrał 2 mecze w reprezentacji Szwajcarii.

## Kariera klubowa
W swojej karierze piłkarskiej Stettler występował w klubie FC Basel.

## Kariera reprezentacyjna
W reprezentacji Szwajcarii Stettler zadebiutował 9 maja 1962 roku w przegranym 1:3 towarzyskim meczu z Anglią, rozegranym w Londynie. W 1962 roku został powołany do kadry Szwajcarii na mistrzostwa świata w Chile. Na nich był rezerwowym bramkarzem dla Karla Elsenera i nie rozegrał żadnego spotkania. W kadrze narodowej od 1962 do 1963 roku rozegrał 2 mecze.